# Trupanea chrysanthemifolii
Trupanea chrysanthemifolii
 es una especie de insecto díptero que Frias describió científicamente por primera vez en el año 1985.
Esta especie pertenece al género Trupanea de la familia Tephritidae.